# Edith Head
Edith Head, nata Edith Claire Posener (San Bernardino, 28 ottobre 1897 – Los Angeles, 24 ottobre 1981), è stata una costumista statunitense.
Edith Head è la donna con più Oscar vinti e con più candidature all'Oscar nella storia del cinema; più in generale, è la quarta persona ad aver ricevuto più premi Oscar nella storia del cinema, infatti vinse 8 statuette (nel 1951 doppio Oscar, sia per i costumi a colori che in bianco e nero) su 35 candidature ottenute.

## Biografia

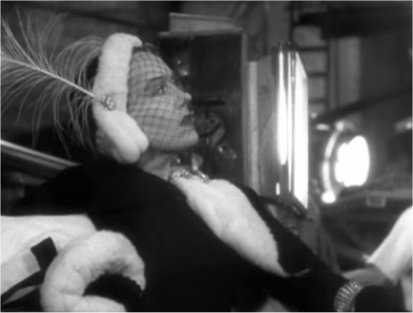
Gloria Swanson in Viale del tramonto

Nel 1919 si laureò e iniziò una carriera da insegnante a La Jolla in California. Nel 1923, pur non avendo alcuna esperienza, decise di rispondere a un annuncio pubblicitario della Paramount Pictures che cercava lavoratori per il dipartimento costumi. Iniziò così, disegnando costumi per i protagonisti di film muti, la sua carriera alla Paramount, che durò per ben 44 anni; nel 1967 infatti si trasferì alla Universal. La sua carriera comprende oltre 400 film e va da Ali (1927), fino a Il mistero del cadavere scomparso (1982).
Già negli anni trenta era diventata una delle costumiste più affermate, ma furono gli anni cinquanta a sancire il suo dominio in questo campo, grazie anche alla pubblicazione di suoi libri sulla moda e alle partecipazioni allo show televisivo del celebre presentatore Art Linkletter, oltre che ovviamente ai costumi realizzati per le dive del periodo: si ricordino ad esempio gli abiti per Ingrid Bergman in Notorious - L'amante perduta (1946), per Gloria Swanson in Viale del tramonto (1950), per Elizabeth Taylor in Un posto al sole (1951), per Audrey Hepburn in Vacanze romane (1953), per Grace Kelly in La finestra sul cortile (1954), compreso il celebre Abito di Parigi che viene mostrato nelle prime sequenze del film, e che in seguito è stato considerato un'icona della moda. Nel 1973, la celebre costumista appare, nei panni di sé stessa, in un episodio della serie Colombo ambientato a Hollywood nel mondo del cinema.
Il mistero del cadavere scomparso (1982), parodia del cinema noir degli anni quaranta e cinquanta, interpretato da Steve Martin e Rachel Ward, fu l'ultimo film della lunga carriera di Edith Head e la pellicola fu dedicata alla costumista che morì il 24 ottobre 1981, all'età di 83 anni; è sepolta nel Forest Lawn Memorial Park di Glendale, California.

## Curiosità
- Il volto della Head venne sfruttato per la realizzazione del personaggio Edna Mode del film Pixar Gli Incredibili - Una "normale" famiglia di supereroi (2004).
- Interpreta sé stessa nel quinto episodio della seconda stagione della serie TV Colombo, Il segreto di Nora Chandler.

## Filmografia

### Costumista
- The Trouble with Wives, regia di Malcolm St. Clair - assistente (1925)
- Il letto d'oro (The Golden Bed), regia di Cecil B. DeMille (1925)
- Ali (Wings), regia di William A. Wellman (1927) (non accreditata)
- La squadriglia degli eroi  (The Legion of the Condemned), regia di William A. Wellman (1928)
- Ladies of the Mob, regia di William A. Wellman (1928)
- Lui, lei, l'altra (The Saturday Night Kid), regia di A. Edward Sutherland (1929)
- The Lawyer's Secret, regia di Louis J. Gasnier e Max Marcin (1931)
- Amami stanotte (Love Me Tonight), regia di Rouben Mamoulian (1932)
- Lady Lou (She Done Him Wrong), regia di Lowell Sherman (1933)
- Il canto della culla (Cradle Song), regia di Mitchell Leisen (1933)
- La morte in vacanza (Death Takes a Holiday), regia di Mitchell Leisen (1934)
- She Loves Me Not, regia di Elliott Nugent (1934)
- You Belong to Me, regia di Alfred L. Werker (1934)
- Till We Meet Again, regia di Robert Florey (1936)
- Early to Bed, regia di Norman Z. McLeod (1936)
- Poppy, regia di A. Edward Sutherland (1936)
- The Return of Sophie Lang, regia di George Archainbaud (1936)
- Rhythm on the Range, regia di Norman Taurog (1936)
- I cavalieri del Texas (The Texas Rangers), regia di King Vidor (1936)
- Three Married Men, regia di Edward Buzzell (1936)
- Murder with Pictures, regia di Charles Barton (1936)
- College Holiday, regia di Frank Tuttle (1936)
- John Meade's Woman, regia di Richard Wallace (1937)
- Her Husband Lies, regia di Edward Ludwig (1937)
- Waikiki Wedding, regia di Frank Tuttle (1937)
- Turn Off the Moon, regia di Lewis Seiler (1937)
- Exclusive, regia di Alexander Hall (1937)
- Anime sul mare (Soul at Sea), regia di Henry Hathaway (1937)
- Pazza per la musica (Mad About Music), regia di Norman Taurog (costumi: Gail Patrick) (1938)
- Cavalcata ardente (Man of Conquest), regia di George Nichols Jr. (costumi: Miss Patrick) (1939)
- Hotel Imperial, regia di Robert Florey - costumi per Isa Miranda (1939)
- Ricorda quella notte (Remember the Night), regia di Mitchell Leisen - costumi (1940)
- La signora dei diamanti (Adventure in Diamonds), regia di George Fitzmaurice (1940)
- La danzatrice di Singapore (Road to Singapore), regia di Victor Schertzinger (1940)
- Buck Benny Rides Again, regia di Mark Sandrich - costumi (1940)
- La donna e lo spettro (The Ghost Breakers), regia di George Marshall (1940)
- Safari, regia di Edward H. Griffith (1940)
- The Great McGinty, regia di Preston Sturges (1940)
- Rhythm on the River, regia di Victor Schertzinger (1940)
- Notti birmane (Moon Over Burma), regia di Louis King (1940)
- The Texas Rangers Ride Again, regia di James P. Hogan (1940)
- Love Thy Neighbor, regia di Mark Sandrich (1940)
- Life with Henry, regia di Theodore Reed (1941)
- The Mad Doctor, regia di Tim Whelan (1941)
- Lady Eva (The Lady Eve), regia di Preston Sturges (1941)
- Avventura a Zanzibar (Road to Zanzibar), regia di Victor Schertzinger (1941)
- Un pazzo va alla guerra (Caught in the Draft), regia di David Butler (1941)
- Kiss the Boys Goodbye, regia di Victor Schertzinger (1941)
- L'inafferrabile signor Jordan (Here Comes Mr. Jordan), regia di Alexander Hall (1941)
- Aloma dei mari del sud (Aloma of the South Seas), regia di Alfred Santell (1941)
- La porta d'oro (Hold Back the Dawn), regia di Mitchell Leisen (1941)
- Nothing but the Truth (1941)
- Birth of the Blues (1941)
- New York Town (1941)
- Skylark, regia di Mark Sandrich (1941)
- I dimenticati (Sullivan's Travels), regia di Preston Sturges (1941)
- Passaggio a Bahama (Bahama Passage) (1941)
- Il segreto sulla carne (The Lady Has Plans) (1942)
- Il fuorilegge (This Gun for Hire), regia di Frank Tuttle (costumi: Miss Lake) (1942)
- Al di là dell'orizzonte (Beyond the Blue Horizon), regia di Alfred Santell (costumista) (1942)
- Signorine, non guardate i marinai (Star Spangled Rhythm), regia di George Marshall e A. Edward Sutherland (1942)
- Le tre sorelle (The Gay Sisters), regia di Irving Rapper (costumi: Miss Stanwyck) (1942)
- Ho sposato una strega (I Married a Witch), regia di René Clair (costumi) (1942)
- Il disertore (Lucky Jordan), regia di Frank Tuttle (1942)
- Ho salvato l'America (They Got Me Covered), regia di David Butler (costumi: Miss Lamour) (1943)
- Le stelle hanno paura (Lady of Burlesque), regia di William A. Wellman (costumi: Dixie) (1943)
- Il carnevale della vita (Flesh and Fantasy), regia di Julien Duvivier (costumi: Miss Stanwyck) (1943)
- Eravamo tanto felici (Tender Comrade), regia di Edward Dmytryk (disegnatore costumi: Miss Rogers) (1943)
- Il prigioniero del terrore (Tender Comrade), regia di Fritz Lang (costumi) (1943)
- Al tuo ritorno (I'll Be Seeing You), regia di William Dieterle (disegnatore costumi: Miss Rogers) (1944)
- Il miracolo del villaggio (The Miracle of Morgan's Creek), regia di Preston Sturges - costumista (1944)
- Tutto esaurito (Standing Room Only), regia di Sidney Lanfield - costumista (1944)
- Le schiave della città (Lady in the Dark), regia di Mitchell Leisen - costumi moderni (1944)
- La casa sulla scogliera (The Uninvited), regia di Lewis Allen - costumista (1944)
- La fiamma del peccato (Double Indemnity), regia di Billy Wilder - costumista (1944)
- Un fidanzato per due (And the Angels Sing), regia di George Marshall - costumista (1944)
- Il sergente e la signora (Christmas in Connecticut), regia di Peter Godfrey (costumi: Miss Stanwyck) (1945)
- Duffy's Tavern, regia di Hal Walker (disegnatore costumi per Dorothy Lamour e Betty Hutton) (1945)
- I cercatori d'oro (Road to Utopia), regia di Hal Walker - costumista (1946)
- Quella di cui si mormora, regia di Curtis Bernhardt (disegnatore costumi: Barbara Stanwyck) (1946)
- Lo strano amore di Marta Ivers (The Strange Love of Martha Ivers), regia di Lewis Milestone - costumista (1946)
- Notorious - L'amante perduta, regia di Alfred Hitchcock (1946) (costumi per Miss Ingrid Bergman) (1946)
- Cieli azzurri (Blue Skies), regia di Stuart Heisler, co-regia (non accreditato) Mark Sandrich - costumista (1946)
- Bionda fra le sbarre (Cross My Heart), regia di John Berry - costumista (1946)
- Vecchia California (California), regia di John Farrow - guardaroba: donne (1947)
- La seconda signora Carroll (The Two Mrs. Carrolls), regia di Peter Godfrey - costumi: Miss Stanwyck (1947)
- La moglie celebre di H.C. Potter - disegnatore costumi: Ms. Loretta Young (1947)
- Il grido del lupo (Cry Wolf), regia di Peter Godfrey - guardaroba: Miss Stanwyck (1947)
- Il valzer dell'imperatore (The Emperor Waltz), regia di Billy Wilder (1948)
- Scandalo internazionale (A Foreign Affair), regia di Billy Wilder (1948)
- Arco di trionfo (Arch of Triumph), regia di Lewis Milestone - disegnatore costumi: Miss Bergman (1948)
- Amarti è la mia dannazione (So Evil My Love), regia di Lewis Allen - disegnatore costumi: Ann Todd e Geraldine Fitzgerald (1948)
- Vorrei sposare (June Bride), regia di Bretaigne Windust - guardaroba per Bette Davis (1948)
- Il vagabondo della foresta (Rachel and the Strange), regia di Norman Foster - costumi: Miss Young
- Sansone e Dalila (Samson and Delilah), regia di Cecil B. DeMille - costumi (1949)
- Le furie (The Furies), regia di Anthony Mann (1950)
- Assedio d'amore (Mr. Music), regia di Richard Haydn (1950)
- Eva contro Eva (All about Eve), regia di Joseph L. Mankiewicz - (disegnatore costumi: Miss Bette Davis) (1950)
- L'ambiziosa (Payment on Demand), regia di Curtis Bernhardt - costumi: Ms. Davis, non accreditato (1951)
- Il tesoro del fiume sacro (Crosswinds), regia di Lewis R. Foster - costumi: Miss Fleming (1951)
- Squali d'acciaio (Submarine Command), regia di John Farrow - costumi (1951)
- Un posto al sole (A Place in the Sun), regia di George Stevens - costumi (1951)
- Hong Kong, regia di Lewis R. Foster - costumi: Miss Fleming (1952)
- Volto rubato (Stolen Face), regia di Terence Fisher (guardaroba: Miss Scott) (1952)
- Il figlio di viso pallido (Son of Paleface), regia di Frank Tashlin (costumi) (1952)
- Il giuramento dei sioux (The Savage), regia di George Marshall (costumi) (1952)
- L'oro dei Caraibi (Caribbean), regia di Edward Ludwig (costumi: Arlene Dahl) (1952)
- I pirati della Croce del Sud (Hurricane Smith), regia di Jerry Hopper (costumi) (1952)
- Per ritrovarti (Little Boy Lost), regia di George Seaton (1953)
- La guerra dei mondi (The War of the Worlds), regia di Byron Haskin (costumi - non accreditata) (1953)
- Il segreto degli Incas (Secret of the Incas), regia di Jerry Hopper (costumi) (1954)
- La finestra sul cortile (Rear Window), regia di Alfred Hitchcock (costumi) (1954)
- Sabrina di Billy Wilder (supervisore ai costumi) (1954)
- Aquile nell'infinito (Strategic Air Command), regia di Anthony Mann - costumista (1955)
- All'ombra del patibolo (Run for Cover), regia di Nicholas Ray - costumista (1955)
- Il demone dell'isola (Hell's Island), regia di Phil Karlson (supervisore ai costumi) (1955)
- Eravamo sette fratelli (The Seven Little Foys), regia di Melville Shavelson (costumi) (1955)
- La ragazza di Las Vegas (The Girl Rush), regia di Robert Pirosh - costumista (1955)
- Ore disperate (The Desperate Hours), regia di William Wyler - costumista (1955)
- Lucy Gallant, regia di Robert Parrish - costumista (1955)
- Artisti e modelle (Artists and Models), regia di Frank Tashlin - costumista (1955)
- La rosa tatuata (The Rose Tattoo), regia di Daniel Mann - costumista (1955)
- Il giullare del re (The Court Jester), regia di Melvin Frank e Norman Panama - costumi (1955)
- Colpo proibito (The Come On), regia di Russell Birdwell (1956)
- Le tre notti di Eva (The Birds and the Bees), regia di Norman Taurog (1956)
- Quadriglia d'amore (1956)
- L'uomo che sapeva troppo (1956)
- L'ora scarlatta (1956)
- Quel certo non so che (1956)
- L'angelo del ring (1956)
- Anche gli eroi piangono (1956)
- Mezzogiorno di... fifa (1956)
- La vita oltre la vita (1956)
- I dieci comandamenti (The Ten Commandments), regia di Cecil B. DeMille (costumi) (1956)
- La montagna (The Mountain), regia di Edward Dmytryk (costumi) (1956)
- Hollywood o morte!, regia di Frank Tashlin (costumi) (1956)
- Il mago della pioggia (1956)
- I violenti (Three Violent People), regia di Rudolph Maté (costumi) (1956)
- Amami teneramente (Loving You), regia di Hal Kanter (costumi) (1957)
- Accidenti che schianto (Hear Me Good), regia di Don McGuire (costumista) (1957)
- Testimone d'accusa (Witness for the Prosecution), regia di Billy Wilder (costumi: Miss Dietrich) (1957)
- Il balio asciutto (Rock-a-Bye Baby), regia di Frank Tashlin - costumista (1958)
- Tavole separate (Separate Tables), regia di Delbert Mann (costumi: Miss Hayworth) (1958)
- 10 in amore (Teacher's Pet), regia di George Seaton (1958)
- La donna che visse due volte (Vertigo), regia di Alfred Hitchcock (1958)
- L'agguato (The Trap), regia di Norman Panama (1959)
- Arriva Jesse James
- Quel tipo di donna
- I cinque penny
- C'era una volta un piccolo naviglio (Don't Give Up the Ship), regia di Norman Taurog (1959)
- Un uomo da vendere
- Il giorno della vendetta
- Ma non per me (But Not for Me), regia di Walter Lang (1959)
- Il prezzo del successo
- I ribelli del Kansas (The Jayhawkers!), regia di Melvin Frank (costumi) (1959)
- Il diavolo in calzoncini rosa (Heller in Pink Tights), regia di George Cukor (1959)
- Un marziano sulla Terra (Visit to a Small Planet), regia di Norman Taurog (1960)
- Ragazzi di provincia
- Quasi una truffa (A Touch of Larceny), regia di Guy Hamilton (costumi: Miss Vera Miles) (1959)
- Un adulterio difficile (The Facts of Life) di Melvin Frank (costumi per Miss Ball) (1960)
- Una notte movimentata (All in a Night's Work) di Joseph Anthony (costumi) (1961)
- Colazione da Tiffany (Breakfast at Tiffany's) (supervisore costumi) (1961)
- L'uomo che uccise Liberty Valance (The Man Who Shot Liberty Valance) di John Ford (1962)
- Ombre sul palcoscenico (I Could Go on Singing) di Ronald Neame (costumi per Judy Garland) (1963)
- Judy and Her Guests, Phil Silvers and Robert Goulet di Charles S. Dubin (costumi per Judy Garland) (1963)
- Gli uccelli (The Birds) di Alfred Hitchcock (costumi per Miss Hedren) (1963)
- Le 5 mogli dello scapolo (Who's Been Sleeping in My Bed?), regia di Daniel Mann (1963)
- La signora e i suoi mariti (What a Way to Go!) di J. Lee Thompson (costumi per Shirley MacLaine) (1964)
- Marnie di Alfred Hitchcock (disegnatore costumi: Miss Hedren and Miss Baker) (1964)
- Una Rolls-Royce gialla (The Yellow Rolls-Royce) di Anthony Asquith - guardaroba per Miss MacLaine (1964)
- Strani amori (Love Has Many Faces), regia di Alexander Singer - guardaroba per Lana Turner (1965)
- I quattro figli di Katie Elder (The Sons of Katie Elder), regia di Henry Hathaway - costumi (1965)
- La grande corsa (The Great Race), regia di Blake Edwards - costumi per Miss Wood (1965)
- Lo strano mondo di Daisy Clover (Inside Daisy Clover), regia di Robert Mulligan - costumi per Natalie Wood (1965)
- Johnny Reno, regia di R.G. Springsteen - costumi per Jane Russell (1966)
- U-112 assalto al Queen Mary (Assault on a Queen), regia di Jack Donohue - costumi per Miss Lissi (1966)
- Waco una pistola infallibile (Waco), regia di R.G. Springsteen - costumi per Jane Russell) (1966)
- Il sipario strappato (Torn Curtain), regia di Alfred Hitchcock - costumi per Miss Julie Andrews (1966)
- Vivere da vigliacchi morire da eroi (Chuka), regia di Gordon Douglas - costumi (1967)
- Il cerchio di sangue (Berserk), regia di Jim O'Connolly - designer: Joan Crawford's leotard, non accreditata (1967)
- Topaz, regia di Alfred Hitchcock (1969)
- Il caso Myra Breckinridge (Myra Breckinridge) di Michael Sarne (costumi per Mae West) (1970)
- Una faccia di c... (Hammersmith Is Out) di Peter Ustinov (guardaroba: Miss Taylor) (1972)
- Divorzia lui divorzia lei (Divorce His - Divorce Hers) di Waris Hussein (costumi per Liz Taylor) (1973)
- Mercoledì delle ceneri (Ash Wednesday) di Larry Peerce (costumi: Elizabeth Taylor) (1973)
- La stangata (The Sting) di George Roy Hill (costumi) (1973)
- Airport 75 (Airport 1975) di Jack Smight (costumi) (1974)
- Torna El Grinta (Rooster Cogburn) di Stuart Millar (guardaroba Katharine Hepburn) (1975)
- Terremoto (Earthquake) di Mark Robson (1975)
- Il temerario (The Great Waldo Pepper) di George Roy Hill (1975)
- L'uomo che volle farsi re (The Man Who Would Be King) di John Huston (1975)
- Gable e Lombard: un grande amore (Gable and Lombard) di Sidney J. Furie (1976)
- W.C. Fields and Me di Arthur Hiller (1976)
- Il giardino della felicità (The Blue Bird) di George Cukor (1976)
- Complotto di famiglia (Family Plot) di Alfred Hitchcock (1976)
- Airport '77 di Jerry Jameson (1977)
- Sextette di Ken Hughes (1978)
- Olly, Olly, Oxen Free di Richard A. Colla (1978)
- Moses Wine detective (The Big Fix) di Jeremy Kagan (1978)
- L'ultima coppia sposata (The Last Married Couple in America) di Gilbert Cates (1980)
- Il mistero del cadavere scomparso (Dead Men Don't Wear Plaid) di Carl Reiner (costumi) (1982)

### Film o documentari dove appare Edith Head
- The Costume Designer, regia di Tholen Gladden (1950)
- The 26th Annual Academy Awards
- You Bet Your Life
- Tramonto di un idolo (The Oscar), regia di Russell Rouse (1966)
- The American Film Institute Salute to Alfred Hitchcock (documentario) (1979)
- Edith Head, regia di Christian Blackwood, Charlotte Kerr (1981)
- The Hollywood Fashion Machine
- Ayn Rand: A Sense of Life, regia di Michael Paxton (1997)
- Edith Head: The Paramount Years
- And the Oscar Goes To...
- Reel Herstory: The Real Story of Reel Women, regia di Ally Acker (2014)

### Attrice
- Hollywood Extra Girl, regia di Herbert Moulton - documentario (1935)
- Lucy Gallant, regia di Robert Parrish (1955)
- Tramonto di un idolo, regia di Russell Rouse (1966)
- Il segreto di Nora Chandler, regia di Richard Quine - episodio della serie tv Colombo (1973)

## Doppiatrici italiane
- Rina Morelli in Lucy Gallant

## Riconoscimenti
- Premio Oscar
  - 1949 – Candidatura ai migliori costumi a colori per Il valzer dell'imperatore
  - 1950 – Migliori costumi in bianco e nero per L'ereditiera
  - 1951 – Migliori costumi a colori per Sansone e Dalila
  - 1951 – Migliori costumi in bianco e nero per Eva contro Eva
  - 1952 – Miglior costumi in bianco e nero per Un posto al sole
  - 1953 – Candidatura ai migliori costumi a colori per Il più grande spettacolo del mondo
  - 1953 – Candidatura ai migliori costumi in bianco e nero per Gli occhi che non sorrisero
  - 1954 – Migliori costumi in bianco e nero per Vacanze romane
  - 1955 – Migliori costumi in bianco e nero per Sabrina
  - 1956 – Candidatura ai migliori costumi a colori per Caccia al ladro
  - 1956 – Candidatura ai migliori costumi in bianco e nero per La rosa tatuata
  - 1957 – Candidatura ai migliori costumi a colori per I dieci comandamenti
  - 1957 – Candidatura ai migliori costumi in bianco e nero per Anche gli eroi piangono
  - 1958 – Candidatura ai migliori costumi per Cenerentola a Parigi
  - 1959 – Candidatura ai migliori costumi per I bucanieri
  - 1960 – Candidatura ai migliori costumi a colori per I cinque penny
  - 1960 – Candidatura ai migliori costumi in bianco e nero per Il prezzo del successo
  - 1961 – Candidatura ai migliori costumi a colori per Pepe
  - 1961 – Miglior costumi in bianco e nero per Un adulterio difficile
  - 1962 – Candidatura ai migliori costumi a colori per Angeli con la pistola
  - 1963 – Candidatura ai migliori costumi a colori per La mia geisha
  - 1963 – Candidatura ai migliori costumi in bianco e nero per L'uomo che uccise Liberty Valance
  - 1964 – Candidatura ai migliori costumi a colori per Il mio amore con Samantha
  - 1964 – Candidatura ai migliori costumi in bianco e nero per Tra moglie e marito
  - 1964 – Candidatura ai migliori costumi in bianco e nero per Strano incontro
  - 1965 – Candidatura ai migliori costumi a colori per La signora e i suoi mariti
  - 1965 – Candidatura ai migliori costumi in bianco e nero per Madame P... e le sue ragazze
  - 1966 – Candidatura ai migliori costumi a colori per Lo strano mondo di Daisy Clover
  - 1966 – Candidatura ai migliori costumi in bianco e nero per La vita corre sul filo
  - 1967 – Candidatura ai migliori costumi a colori per Tramonto di un idolo
  - 1970 – Candidatura ai migliori costumi per Sweet Charity
  - 1971 – Candidatura ai migliori costumi per Airport
  - 1974 – Migliori costumi per La stangata
  - 1976 – Candidatura ai migliori costumi per L'uomo che volle farsi re
  - 1978 – Candidatura ai migliori costumi per Airport '77

- BAFTA
  - 1976 – Candidatura ai migliori costumi per L'uomo che volle farsi re

Per il suo contributo all'industria del cinema le è stata dedicata una stella sulla Hollywood Walk of Fame al nº 6504 della Hollywood Boulevard.

## Galleria fotografica: gli abiti di Edith Head nel cinema

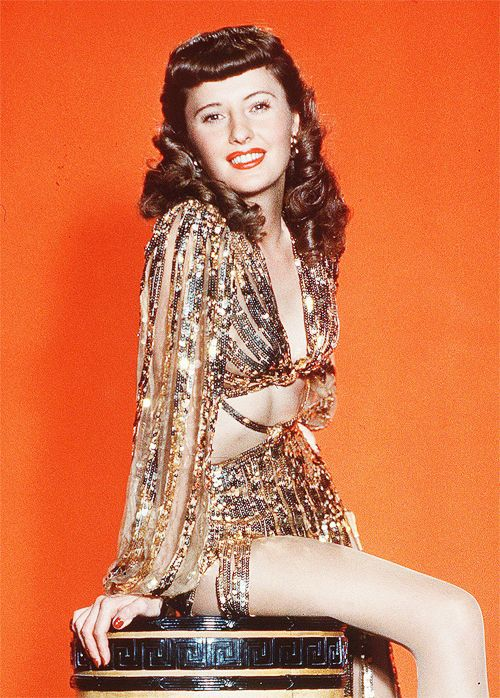
Barbara Stanwyck in Colpo di fulmine (1941)
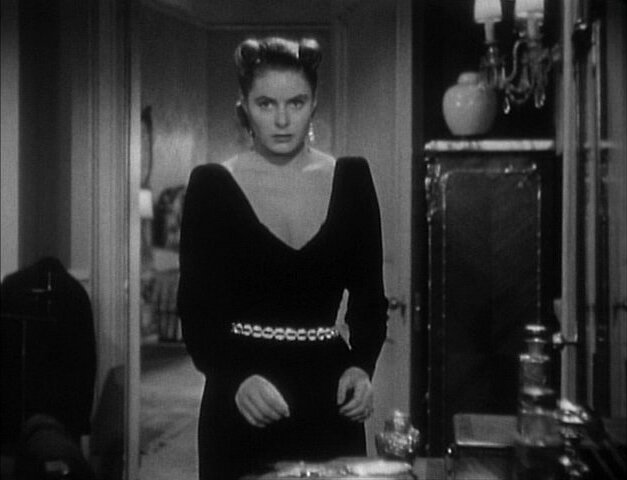
Ingrid Bergman in Notorious - L'amante perduta (1946)
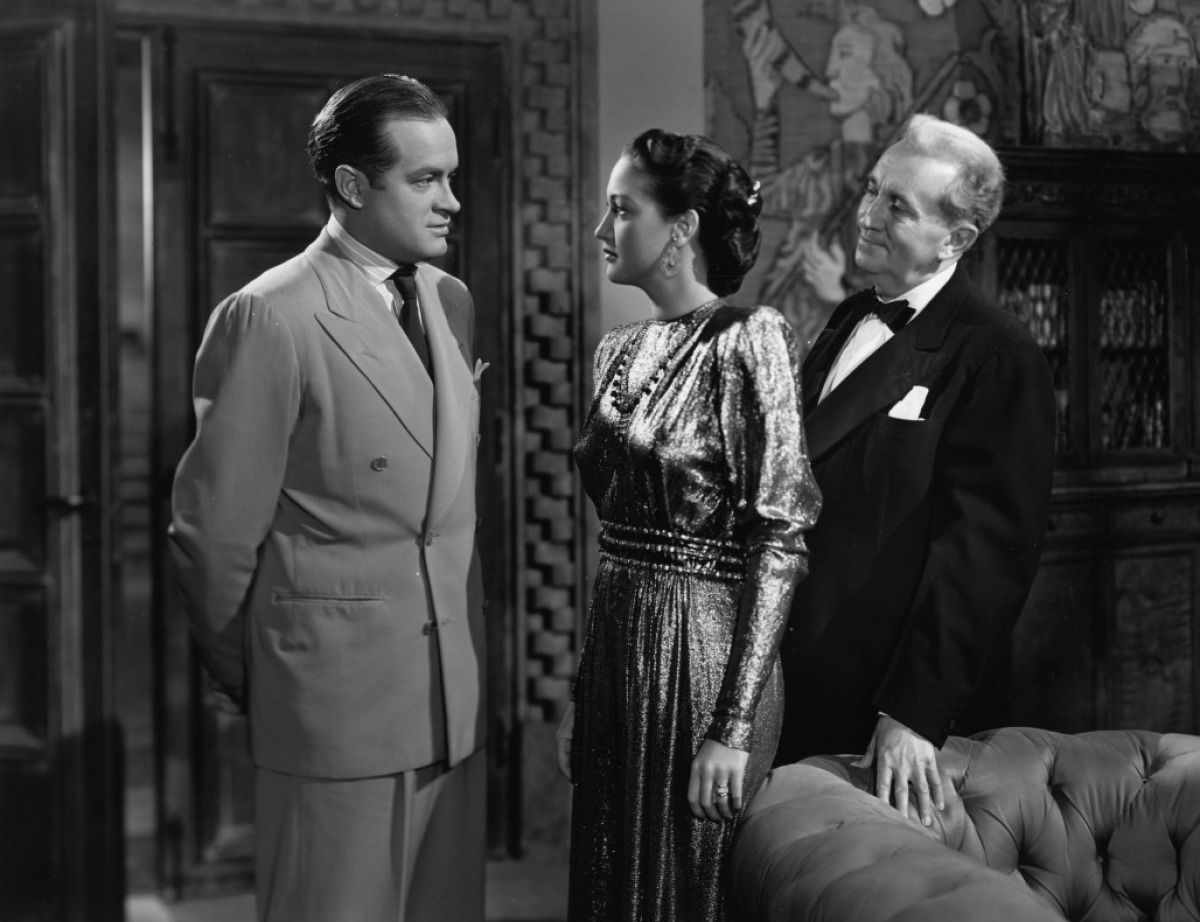
Bob Hope, Dorothy Lamour e Charles Dingle in La mia brunetta preferita (1947)
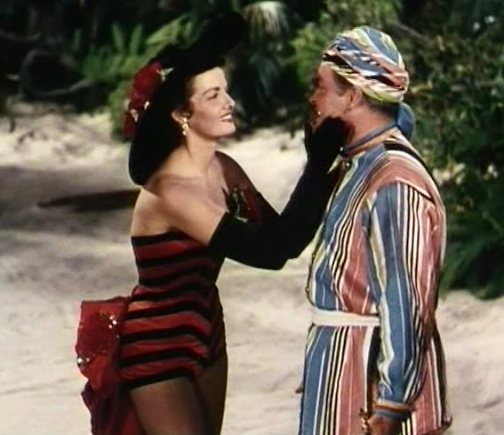
Jane Russell e Bob Hope ne La principessa di Bali (1952)
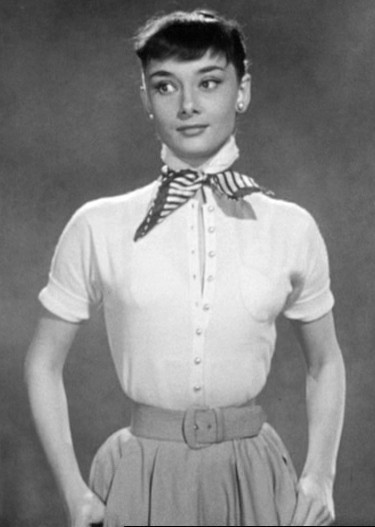
Audrey Hepburn in Vacanze romane (1954)
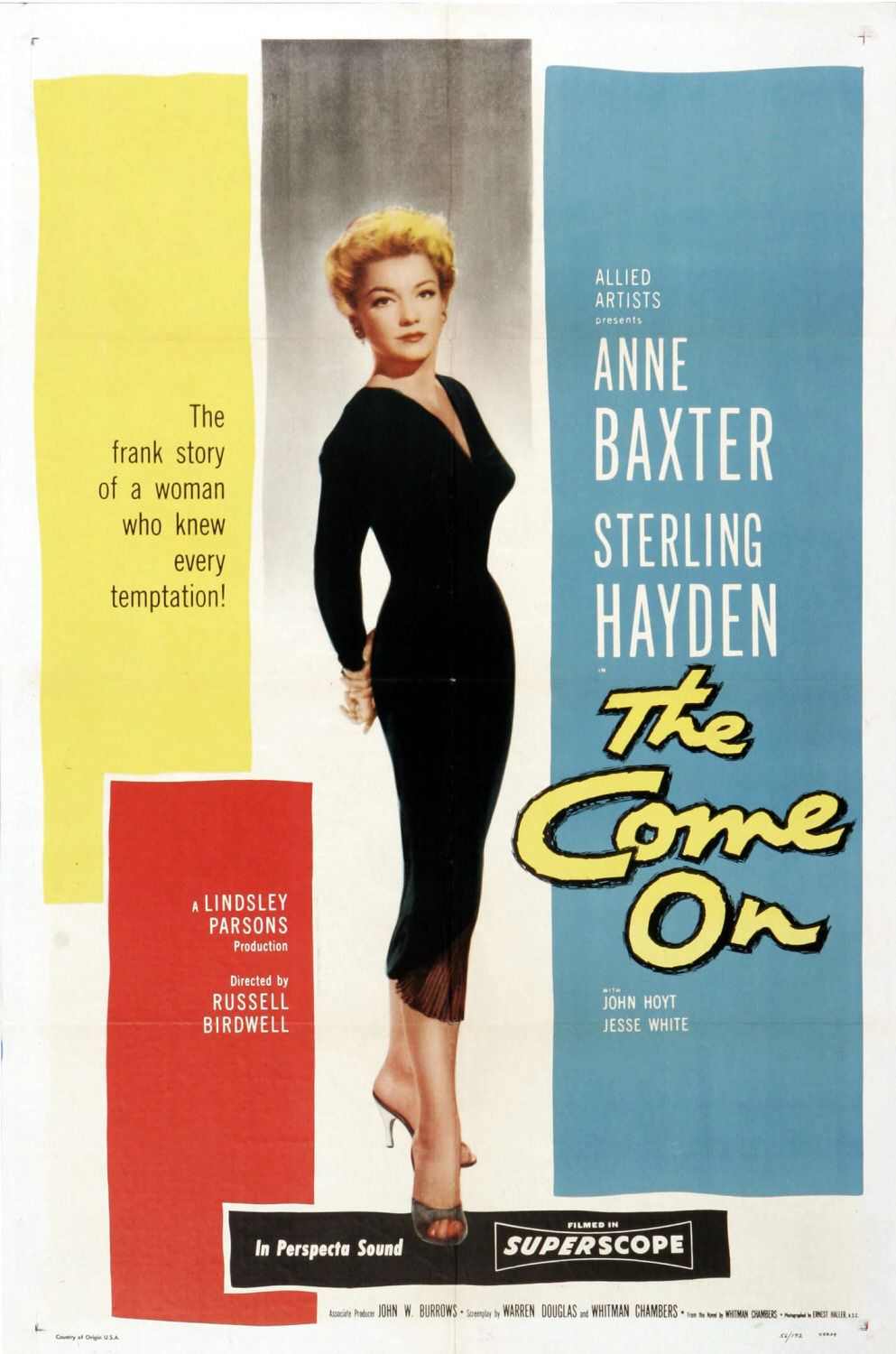
Anne Baxter in Colpo proibito (1956)
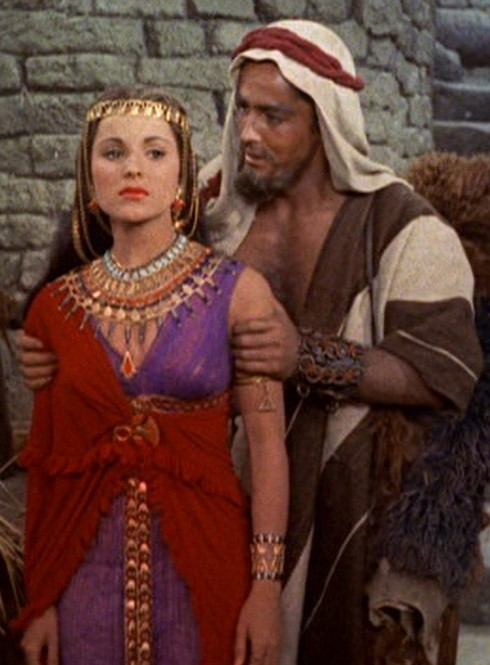
Debra Paget con John Derek ne I dieci comandamenti (1956)